# Hamondiidae
Hamondiidae är en familj av kräftdjur. Hamondiidae ingår i ordningen Harpacticoida, klassen Maxillopoda, fylumet leddjur och riket djur.
Familjen innehåller bara släktet Ambunguipes.